# Cessna 175
Cessna 175 Skylark - американский  лёгкий одномоторный четырёхместный самолёт фирмы Cessna. Выпускался с 1958 по 1962 год.  Предназначался для заполнения рыночной ниши между моделями Сessna 172 и 182. Произведено 2106 самолётов.

## Конструкция
Цельнометаллический моноплан нормальной аэродинамической схемы, фюзеляж-полумонокок, высокорасположенное подкосное крыло. Шасси с носовой стойкой. Отличительной чертой самолёта был двигатель Continental GO-300 — крутящий момент от него передавался на винт не напрямую, как в большинстве моделей Cessna, а через трансмиссию (понижающий редуктор). Это привело к снижению надёжности двигателя и невысокой репутации самолёта у владельцев. Самолёт выпускался в модификациях 175А, 175В и 175С, отличавшихся различными вариантами двигателя Continental GO-300.

## Технические характеристики
Экипаж: 1
Пассажиры: 3
Длина: 8.08 м
Размах крыльев: 10.97 м 
Вес (пустой): 607 кг
Максимальный взлетный вес: 1,066 кг
Силовая установка: 1× ПД Continental GO-300C, 6-цилиндровый, 175 л.с.
Максимальная скорость: 236 км/ч.
Дальность: 957 км
Скороподъёмность: 259 м/мин.